# Paracyclops hardingi
Paracyclops hardingi – gatunek widłonoga z rodziny Cyclopidae.

## Systematyka
Takson ten jako pierwszy opisał w 1957 roku szwedzki zoolog Knut Lindberg, nadając mu nazwę Paracyclops fimbriatus andinus, czyli uznając go za podgatunek Paracyclops fimbriatus. W 1998 roku Süphan Karaytuğ i Geoffrey A. Boxshall podnieśli go do rangi gatunku, ale ponieważ nazwa Paracyclops andinus była już zajęta przez gatunek opisany przez Friedricha Kiefera w marcu 1957 roku (wcześniej niż Lindberg), aby uniknąć homonimii, autorzy ci nadali gatunkowi nową nazwę – Paracyclops hardingi – oraz ponownie opisali ten gatunek. Epitet gatunkowy upamiętnia brytyjskiego zoologa J.P. Hardinga.
Miejsce typowe według opisu Lindberga to jeziora Huampucocha i Conococha w Peru. Z kolei materiał typowy zbadany przez Karaytuğa i Boxshalla pochodził z kilku lokalizacji w Peru (jezior, źródeł, rzeki i rowu), głównie w obrębie płaskowyżu Altiplano w okolicach jeziora Titicaca. Autorzy podali też, że jedno stwierdzenie gatunku (Löffler, 1963) pochodzi z Ekwadoru.